# Militärpolisen i USA:s armé

Plakett för militärpoliskåren.

Militärpolisen i USA:s armé (engelska: Military Police Corps) är ett truppslag inom USA:s armé. Militärpolisen upprätthåller lag och ordning på arméns baser i och utanför kontinentala USA samt deltar som understödsförband (engelska: combat support arms) till de truppslag i armén som har regelrätta stridsuppgifter (engelska: combat arms).
Militärpolisen ansvarar även för bevakning av konvojer, militärfängelser (inklusive verkställande av avrättningar) samt hantering av krigsfångar. Sedan utropandet av kriget mot terrorismen 2001 har militärpolisen använts i såväl Afghanistan och Irak.
En militärpolissoldat kännetecknas av den bär en armbindel eller märke med bokstäverna MP på vänsterarmen i fältuniform.

## Bakgrund
Militärpolisen blev ett eget truppslag först 1941, men rötterna går tillbaka till Amerikanska frihetskriget då general George Washington utsåg i januari 1776 kontinentalarméns förste generalprofoss. 
Redan 1943 började kvinnor som tjänstgjorde i Women's Army Corps (WAC) att utföra militärpolisuppgifter. 1975 blev det tillåtet för kvinnor att ingå i den reguljära arméns militärpoliskår. 2010 utnämndes Colleen L. McGuire som den första kvinnan till arméns generalprofoss.  

## Organisation

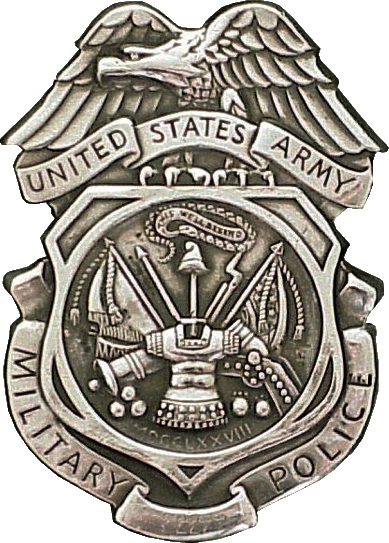
Polisbricka.

Militärpolisen är organiserad som ett truppslag genom Military Police Corps Regiment i vilket det ingår personal från den reguljära armén, reservförband, arménationalgardet samt civilanställda.
Militärpolisen leds av generalprofossen (engelska: Provost Marshal General) som är en brigadgeneral och som leder Office of the Provost Marshal General (OPMG), vilket är en avdelning inom arméstaben och generalprofossen ansvarar direkt inför arméstabschefen och arméministern. Chefen för ett militärpolisförband benämns i regel som provost marshal.
- United States Army Corrections Command (ACC) med säte i Arlington, Virginia driver arméns militärfängelsen, inklusive United States Disciplinary Barracks vid Fort Leavenworth i Kansas som är det enda fängelset inom USA:s väpnade styrkor för fångar dömda till mer än 10 års fängelse.
- United States Army Criminal Investigation Command (USACIDC) arméns kriminalutredare med högkvarter vid Marine Base Quantico i Virginia.
- United States Army Military Police School (USAMPS) vid Fort Leonard Wood i Missouri är militärpolisens utbildningsinstitution för grund- och vidareutbildning.
- Militärpolisförbanden, i reguljära armén, reservförband samt i arménationalgardet, som beroende på uppdrag kan insättas i storlek från brigad till pluton.